# Casamarciano
Casamarciano è un comune italiano di 2 996 abitanti della città metropolitana di Napoli in Campania.

## Geografia fisica
Si trova nella zona collinare nord-est del Vesuvio, al confine con la provincia di Avellino.

## Origini del nome
Secondo alcuni la denominazione è legata ad un personaggio che abitò quelle terre (un prefetto oppure un funzionario della cancelleria) di nome Marciano. Secondo altri il nome deriva da un tempio sorto in zona e dedicato a Marte, quindi Casa Martiana, dunque con il tempo Casa Marciana. Una terza ipotesi crede che il nome abbia origine da un tale Marcianus che qui possedeva delle case.

## Storia
Le origini di Casamarciano sono in relazione con quelle di Nola, o meglio, con quella città vecchia, anteriore alla fondazione di Nola - città nuova - che con Nola finì col confondersi ed identificarsi e che si denominò Hyria o Hyrina o anche Hyriana, donde poi Vriana e Oriana o Oreale. Il Musco afferma che tale città dovette sorgere in quella località dove ora si distende Casamarciano.
Ciò è testimoniato da tracce di stazioni paleolitiche rilevate nella citata località.
L'antichità di questa zona è testimoniata dalla presenza di diversi ruderi di antichi edifici, da molti oggetti come vasi, candelabri, monete, lucerne, custoditi presso il Museo Nazionale di Napoli. La prova più convincente dell'antichità del luogo, secondo il De Stefano, è data soprattutto dalla presenza dei ruderi di un antico acquedotto, che doveva condurre in questa contrada l'acqua di Avella e non, come dice il De Stefano, quella di Serino, poiché tale acquedotto fu costruito posteriormente da Augusto per rifornire di acqua la flotta romana di stanza a Capo Miseno. Successivamente gli abitanti si trasferirono nella pianura dove è l'attuale città. 
Molto probabilmente Casamarciano fu uno dei sedici casali di Nola, i quali, derivati dal distacco del castrum, ebbero col centro principale un jus filiationis fino a che non acquistarono, ingrandendosi, una propria personalità giuridica (universitas), tranne alcuni. In tal modo sorsero, qui ed ovunque, i casali. Finita la signoria degli Orsini (1529), Nola divenne una città libera e con i suoi sedici casali (Saviano, Sant'Erasmo, Sirico, San Paolo, Cimitile, Camposano, Cumignano, Casamarciano, Faibano, Gallo, Livardi, Liveri, Risigliano, Vignola, Tuffino e Scaravito) formò una università, cioè un gran municipio, che non ebbe però lunga durata. La gran parte di questi casali, tra cui anche Casamarciano, fu acquistata nel 1643 dal feudatario notano Giulio Mastrilli, Regio Consigliere e Capo di Rota. L'Università si smembrò per l'autonomia che andavano acquistando i suoi casali. 
Furono così eretti a centri autonomi: Cimitile, Casamarciano, Liveri, Cumignano con Gallo, Tufino con Risigliano e Vignola, San Paolo con Livardi e Scaravito, Sant'Ermo o Sant'Erasmo, Sirico e Saviano (i quali tre poi, molto più tardi si fusero in un unico comune), Camposano, con Faibano. Per quanto riguarda la produzione e l'attività degli abitanti nei secoli XVII e XVIII sappiamo che nel paese allignavano bene i pioppi e i gelsi. 
Vi si trovavano numerosi vigneti, sia a valle che in collina, ma è da dire che i primi erano più idonei per il vino. C'erano ancora buoni castagneti che i paesani usavano per il legname da taglio e la preparazione dei carboni. 
Gli abitanti, in numero di 1500 circa, erano in parte dediti alla campagna e in parte al commercio: compravano grano in Puglia e lo vendevano altrove, e commerciavano bachi da seta. Pagavano la "tassa dei fuochi", un'imposta familiare istituita da Alfonso I il 28 febbraio 1443. Originariamente essa indicava i "notamenti" delle famiglie con aggravi e sgravi e notizie correlative. La serie originale della numerazione dei fuochi di Nola e della zona relativa ai secoli successivi fu distrutta dalle truppe tedesche nell'incendio di villa Montesano, presso San Paolo Belsito, nel 1943. 
Dai pochi frammenti sostitutivi esistenti si ricava che la tassa dei fuochi di Casamarciano raggiunse il numero di 92 e nel 1669 il numero di 55. Gioacchino Murat (re di Napoli dal 1808 al 1815) abolì i diritti feudali per far nascere i comuni. Inoltre suddivise il distretto di Nola in dieci circondari, corrispondenti ai mandamenti dell'Italia Unita, soppressi poi dal regime fascista: di questi Nola comprendeva i comuni di Nola e Cicala, Cimitile e Casamarciano. Il Comune di Casamarciano fece parte fino al 1927 della provincia di Caserta; da quella data si aggregò alla provincia di Napoli da cui dista circa 30 chilometri.

### Simboli
Lo stemma è d'argento con casa di rosso, accompagnata nel cantone destro del capo da un grappolo d'uva nera, con due foglie verdi, in quello sinistro da un ramoscello di nocciolo con due foglie verdi, ed in un punta da un ramo di ulivo posto in fascia.
Il gonfalone è un drappo partito di verde e di rosso.

## Monumenti e luoghi d'interesse

### Architetture religiose
- Parrocchia di S. Clemente, piazza Umberto I. I primi restauri della parrocchia hanno la data del 1959 con il parroco mons. Antonio Graziano ma senza completarli. Il continuo dei restauri della parrocchia hanno la data del 1963 con il parroco Giovanni Basile che subito fece finire di restaurare la chiesa, finita nel 1966. La Chiesa fu intitolata al santo patrono del paese e fu consegnata al sac. Giovanni Basile. La chiesa è formata da due altari: uno storico della parrocchia e un altro nuovo. La chiesa è di circa 200 m². All'interno della parrocchia ci sono molte statue raffiguranti santi: S. Felice, S. Lazzaro, Immacolata Concezione, la Madonna Addolorata, la Madonna delle Grazie, S. Andrea e S. Antonio da Padova. Dipinti raffiguranti S. Giuseppe, la Beata Vergine col Bambino e sull'altare vecchio un dipinto di S. Pio da Pietrelcina, dal 2002.
- Chiesa del Crocifisso, piazza Monumento. La chiesa è situata a largo del rione del Largo Crocifisso alle spalle del monumento dei caduti. Prima del 1847 al rione c'era soltanto un'edicola con un piccolo altarino, che serviva per addobbare l'altare durante la processione del Corpus Domini. L'edicola del Crocifisso fu trasformata a cappella nel 1847 da un devoto casamarcianese di professione sarto, insieme alle offerte del paese. Sempre lo stesso devoto chiese nel 1853 al vescovo di Nola la nomina per ottenere una conferma al cappellano di detta chiesa suo stesso figlio. Nel 1975 la chiesa fu abbellita ed ingrandita. Nel 1978 un altro devoto di Casamarciano donò alla chiesa un altarino, un ambone in marmo e un tabernacolo.
- Chiesa S. Michele, frazione Schiava
- Chiesa Immacolata Concezione, piazza Immacolata
- Ruderi della chiesa di S. Clemente vecchia, collina S. Clemente
- Chiesa S. Maria del Plesco, via S. Maria
- Statua Gesù Cristo, viale dell'Immacolata

### Architetture civili
- Castello Mercogliano, via S.Maria 30
- Monumento ai caduti, piazza Monumento

### Altro
- Complesso Badiale. La chiesa di S. Maria del Plesco fu fondata tra il 1136 e il 1158. Nel 1157 fu costruito il contiguo monastero per volontà di Guglielmo da Vercelli, esso ospitò la congregazione dei monaci di Montevergine. Il monastero doveva presentare una bella architettura: pianta quadrangolare su due livelli, un chiostro centrale da cui si dipanavano quattro dormitori, la biblioteca e l'archivio. Al piano superiore erano sistemate le stanze per i novizi e per gli studenti con un'ampia terrazza. Nel Cinquecento la chiesa fu rifatta su disegno di Domenico Fontana, nel 1647 fu ampliata unitamente al monastero e, nei primi decenni del Settecento, subì ulteriori rifacimenti sotto le direttive di Domenico Antonio Vaccaro, famoso esponente della Scuola napoletana. L'architetto abbellì la chiesa con una salita lastricata in pietra calcarea, una scalone barocco a due rampe, un ampio atrio di travertino, pronao a tre fornici, marmi, tele, sculture e stucchi. Il 13 febbraio 1847, il monastero divenne una Scuola di Arti e di Mestieri. La badia, i suoi territori e selva furono venduti al marchese Marzio Mastrilli. La chiesa invece passò al parroco che nel 1812 vi costituì la Congregazione della SS. Annunziata. Successivamente il cosiddetto "castello", cioè quello che da monastero era stato trasformato in un gentilizio palazzo merlato, insieme ai suoi territori e alla selva, furono venduti nel 1925 alla famiglia Mercogliano, tutt'oggi legittima proprietaria del complesso.

## Società

### Etnie e minoranze straniere
Secondo i dati ISTAT al 31 dicembre 2018 i cittadini stranieri residenti a Casamarciano erano 55, corrispondenti al 1,6% della popolazione. Le nazionalità maggiormente rappresentate erano:
1. Romania 21 0,6%

## Cultura

### Scuole
- Asilo "IC Anna Del Campo" (via G. Verdi, rione Gescal)
- Asilo Parrocchiale (via Roma)
- Scuola Primaria "Istituto Comprensivo Casamarciano" (corso R. Mercogliano)
- Scuola secondaria di primo grado "Istituto Comprensivo Casamarciano" (corso R. Mercogliano)
- Scuola secondaria di secondo grado: liceo scienze umane "Giosuè Carducci" (via G. Puccini)

### Festival nazionale del teatro
A Casamarciano, dal 2011, nel mese di settembre si istituisce un festival nazionale del teatro Città di Casamarciano, che ha visto vincitore del primo festival Il piccolo teatro di Salerno. Ospite d'onore 2011 è stato Carlo Buccirosso. Inoltre, dal 2012, dopo il festival, sull'altra sponda del Castello Badiale ci saranno altre serate con una manifestazione intitolata Settembre al Belvedere. Vince il festival 2012  L'Estravagario teatro di Verona. Ospite d'onore 2012 Enzo Garinei.

### Feste religiose
Dal mese di luglio al mese di dicembre Casamarciano è animato da importanti feste religiose.
Oltre al rito liturgico dell'processioni in onore della Madonna delle Grazie (2 luglio) e dell'Immacolata Concezione (8 dicembre),
degna di nota e senza dubbio la caratteristica processione della statua di San Clemente I (23 novembre). Il santo patrono viene portato a spalla in una vorticosa ed emozionante "catena umana" dall'attuale e più recente parrocchia nel centro, ai ruderi dell'antica chiesa abbarbicata sulle prime pendici della collina che sovrasta il paese (collina S.Clemente). La particolarità di tale processione è data dal fatto che il percorso è in forte salita e ciò rende tutto più difficoltoso e spettacolare.

## Geografia antropica

### Frazioni

#### Schiava
Schiava dista circa 2 km dal centro storico e conta circa 70 abitanti. Nel 1946 Schiava, allora solo appartenente al comune di Casamarciano venne divisa da due comuni confinanti: Casamarciano e Tufino.

#### Trivio
La frazione Trivio conta dai 150 ai 200 abitanti circa e fa da confine con i comuni di Comiziano e Cimitile.

## Economia
L'economia si basa principalmente sull'industria cioccolatiera e sulla coltivazione di piante di nocciole, uva e ulivi

## Infrastrutture e trasporti
Posta vicino al centro della Campania (autostrada A16) Napoli-Canosa, uscita Nola e (Autostrada A30) Caserta-Salerno, svincolo Nola.

## Amministrazione
Di seguito è presentata una tabella relativa alle amministrazioni che si sono succedute in questo comune.
| Periodo           | Periodo           | Primo cittadino     | Partito                                    | Carica              | Note  |
| ----------------- | ----------------- | ------------------- | ------------------------------------------ | ------------------- | ----- |
| 18 luglio 1985    | 14 giugno 1990    | Aniello Virtuoso    | Partito Socialista Italiano                | Sindaco             | [ 5 ] |
| 14 giugno 1990    | 17 aprile 1993    | Aniello Virtuoso    | lista civica                               | Sindaco             | [ 5 ] |
| 20 aprile 1993    | 20 novembre 1995  | Gaspare Mannelli    |                                            | Comm. straordinario | [ 5 ] |
| 4 giugno 1993     | 20 novembre 1995  | Rosanna Sergio      |                                            | Comm. straordinario | [ 5 ] |
| 4 giugno 1993     | 20 novembre 1995  | Guglielmo My        |                                            | Comm. straordinario | [ 5 ] |
| 20 novembre 1995  | 17 aprile 2000    | Giovanni Cavaccini  | Lista civica: Insieme per Casamarciano     | Sindaco             | [ 5 ] |
| 17 aprile 2000    | 5 aprile 2005     | Giovanni Cavaccini  | Lista civica: Insieme per Casamarciano     | Sindaco             | [ 5 ] |
| 5 aprile 2005     | 30 marzo 2010     | Ferdinando Primiano | Lista civica                               | Sindaco             | [ 5 ] |
| 30 marzo 2010     | 1 giugno 2015     | Andrea Manzi        | Lista civica: Casamarciano libera e giusta | Sindaco             | [ 5 ] |
| 1 giugno 2015     | 22 settembre 2020 | Andrea Manzi        | Lista civica: Casamarciano libera e giusta | Sindaco             | [ 5 ] |
| 22 settembre 2020 | 13 ottobre 2021   | Carmela De Stefano  | Lista civica: Casamarciano libera e giusta | Sindaco             | [ 5 ] |
| 13 ottobre 2021   | 13 giugno 2022    | Stefania Rodà       |                                            | commissario         |       |
| 13 giugno 2022    | in carica         | Clemente Primiano   |                                            | Sindaco             |       |

### Gemellaggi
- Gibellina, dal 2010[6]

## Sport

### Calcio
L'A.S.D. Casamarciano è l'unica squadra di calcio a rappresentare i colori del paese. In principio il sodalizio fu fondato sotto il nome di U.S. San Clemente, in onore del santo patrono, e le gare interne venivano disputate nel vecchio impianto "Eliano Gerarda", nel centro storico del paese e proprio a ridosso della collina che prende anch'essa il nome dal santo. Nell'anno 2005, l'attuale proprietà fondò una nuova società, inizialmente con il nome di S.S.C. Casamarciano, nata dalle ceneri di quello che era poi divenuto "il glorioso San Clemenente" e ripartendo dal campionato Provinciale di Terza Categoria. Dopo una bellissima scalata, con due campionati vinti in tre anni,  la squadra è arrivata nel 2017 a disputare per la prima volta nella propria storia il Campionato Regionale di Promozione.
Il colore sociale storico della squadra è il granata. Le partite casalinghe e gli allenamenti hanno luogo allo stadio Comunale situato nel rione Iacp, l'impianto è stato ristrutturato nel 2016 e provvisto di un manto sintetico d'ultima generazione. La struttura è formata da una sola tribuna non coperta, che può ospitare circa 150 spettatori.

### Impianti sportivi
- Campo sportivo comunale (Calcio a 11) via G. Verdi
- Centro "Eliano Gerarda" (2 campi di calcetto) via Roma
- Centro "Mons. Giovanni Basile" (campo di calcetto, tennis, pallavolo, calcio-tennis e pista jogging) via Circumvallazione